# Neculae Radu
Neculae Radu (n. 18 octombrie 1934, Busteni, Județul Prahova, Regatul României - d. 18 mai 2010, București, România) a fost un om politic român, deputat în legislatura 1990-1992, ales în județul Ialomița pe listele partidului FSN. În cadrul activității sale parlamentare, Neculae Radu a fost membru în grupurile parlamentare de prietenie cu Republica Polonă, Republica Franceză-Adunarea Națională și Republica Italiană.
Neculae Radu a absolvit Facultatea de drept a Universității Lomonosov din Moscova în 1961 și Ecole Nationale d'Administration (E.N.A.) din Paris în 1976.
Până în 1989 a lucrat la Comitetul pentru Problemele Consiliilor Populare și a predat drept economic și administrativ la Liceul Economic din București; în pofida adversităților a făcut tot posibilul pentru a aplica metodele de administrație locală studiate la ENA și cele văzute în Polonia, unde a călătorit de mai multe ori împreună cu soția, dr. Janina Marta Radu, de naționalitate poloneză.
În decembrie 1989 s-a aflat în mijlocul evenimentelor participând activ la Revoluție. A fost membru CPUN. În perioada 1990-1992 a fost secretarul Camerei Deputaților. A participat la elaborarea Constituției și a Legii 31/1990.